# Paola del Medico

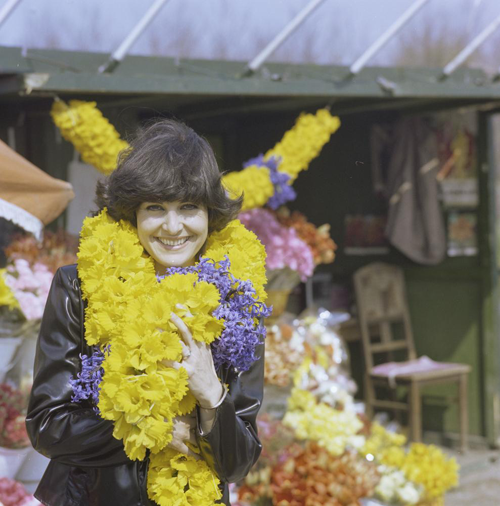
Paola em 1980

Paola del Medico, por vezes referida simplesmente como Paola, bem como pelo seu nome de casada Paola Felix (nascida Paola Maria Augusta Del Medico; Saint-Gall, 5 de outubro de 1950), é uma cantora e apresentadora de televisão suíça, descendente de italianos.
Desde o início de sua carreira tem gravado a maioria de seus discos tanto em alemão como em francês. Foi por duas vezes representante da Suíça no Festival Eurovisão da Canção, garantindo ao seu país boas colocações, mesmo nunca chegando ao primeiro lugar: a primeira vez foi no Festival Eurovisão da Canção 1969, ocorrido em Madrid, na Espanha, onde interpretou a canção Bonjour, Bonjour, que conquistou o quinto lugar; já a segunda se deu no Festival Eurovisão da Canção 1980, realizado na cidade de Haia, na Holanda, em que interpretou o tema Cinéma, que terminou em quarto lugar.
Paola casou-se em 1980 com o apresentador de televisão suíço Kurt Felix, de quem ficou viúva em 2012.

## Principais êxitos de Paola
- Für alle Zeiten 1968
- Regentropfen 1968
- Bonjour, Bonjour 1969
- Stille Wasser die sind tief 1969
- So ist das Leben 1970
- Für uns beide (Green Green Trees) 1970
- Glück und Leid 1970
- Emporte-moi sur ton manège 1970
- So wie du 1971
- Überall ist Liebe 1971
- Lass die Liebe besteh'n 1972
- Es geht um dich - es geht um mich (I'm On My Way) 1972
- Ich tanz' nach deiner Pfeife (The Pied Piper) 1973
- Ich gestehe alles 1973
- Capri-Fischer 1974
- Addio, mein Napoli 1974
- Das Glück im Leben ist ein Schatz 1975
- Weisse Rosen aus Athen 1975
- Rendezvous um vier 1975
- Schade um den Mondenschein 1976
- Le livre blanc 1977
- Morgen bekommst du mehr von mir 1977
- Lonely blue boy 1977
- Blue Bayou 1978
- Ich bin kein Hampelmann (Substitute) 1978
- Vogel der Nacht 1979
- Wie du (Bright eyes) 1979
- Ich sehe Tränen wenn du lachst 1980
- Cinéma 1980
- Mit dir leben (Love me tender) 1980
- Der Teufel und der junge Mann 1980
- Liebe ist nicht nur ein Wort 1981
- Mein Geschenk für dich (Happy everything) 1981
- Wenn du heimkommst 1982
- Peter Pan 1982
- Ich hab in's Paradies gesehn (I've never been to me) 1982
- Träume mal schön von Hawaii 1983
- Bitte hilf mir heute nacht 1983
- Rosafarben (Sarà quel che sarà) 1983
- Engel brauchen Liebe 1984
- Die Nacht der Nächte 1984
- Mode 1985
- Wahrheit & Liebe 1985
- Am Anfang einer neuen Liebe 1986
- Die Männer im allgemeinen 1987
- Rose der Nacht 1989

## Discografia

### Álbuns
- 1970: Die grossen Erfolge
- 1974: Paola
- 1978: Blue Bayou
- 1980: Lieder die ich liebe
- 1981: Ihre größten Erfolge
- 1981: Frohe Weihnachten mit Paola und den Trixis
- 1983: Rosafarben
- 1988: Kinderlieder-Hitparade mit Paola und den Sonnenschein-Kindern
- 1989: Meine Lieder
- 2000: Paola am Blue Bayou